# Guo (Renzong)
Guo, född 1012, död 1035, var en kinesisk kejsarinna, gift med kejsar Song Renzong. 
Guo var barnbarn till Guo Chong och valdes år 1024 ut till att bli kejsarinna åt kejsaren av änkekejsarinnan Liu. Kejsaren ignorerade henne och föredrog hovdamen Zhang.  Vid Lius död 1033 blev Guo centralfigur för Lius förra allierade och därmed utsatt för fientlighet av kejsaren, som avskydde Liu sedan han efter hennes död fått veta att hon inte var hans biologiska mor. Guo lyckades avsätta minister Lü Yijian, men han återinsattes och rådde kejsaren att skilja sig. Två konkubiner provocerade sedan Guo tills hon sträckte sig fram för att ge dem en örfil, varpå de flyttade sig så hennes örfil träffade kejsaren. Kejsaren kunde sedan skilja sig på grund av misshandel. Skilsmässan orsakade konflikt bland ministrarna vid hovet, där ena partiet uttryckte oro för att posten som kejsarinna skulle urholkas om kejsaren kunde göra sig av med en kejsarinna hur han ville.